# Abanderamiento provisional (España)
A través de la figura del naviero, arrendatario de buques, se acoge a las ventajas que la bandera de su país le otorga, mientras su contrato de arrendamiento sigue vigente. 
El Real Decreto 1.027/1.989 de la Legislación Española recoge en los artículos 4.2, 13.4 y 22 el abanderamiento provisional de buques extranjeros en España. Y el artículo 60, la posibilidad inversa, es decir, el abanderamiento provisional de buques españoles en el extranjero.
En el primero de los casos, la documentación requerida es la siguiente:
- El Documento Unificado de Aduanas (D.U.A.) que acredite la importación.
- La terna de nombres
- Certificado de baja del registro de procedencia.
- Documento que acredite el pago de Tributos.
- El contrato de arrendamiento (el título de propiedad si en lugar de abanderamiento provisional, es definitivo).

Para los supuestos de abanderamiento provisional de buques españoles en el extranjero la documentación requerida es:
- Solicitud de autorización a la Dirección General de la Marina Mercante.
- Certificado del Registro Mercantil que acredite que el buque se halla libre de cargas.
- Documento que acredite solicitud de exportación temporal.
- El contrato de arrendamiento.

- Datos: Q2842678